# 전현서
전현서(본명: 이설희, 1981년 ~ )는 대한민국의 배우이다.

## 학력
- 서울예술대학 영화과

## 출연작

### 드라마 & 시트콤
- 《결혼의 여신》(SBS, 2013년) - 김연수 역
- 《궁중잔혹사 꽃들의 전쟁》(JTBC, 2013년) - 유덕 역
- 《신의 퀴즈 3》(OCN, 2012년) - 민지율 역 (우정출연)
- 《신의 퀴즈 2》(OCN, 2011년) - 민지율 역
- 《보석비빔밥》 (MBC, 2009년)
- 《하드보일드 과학수사극 KPSI 시즌 2》(Super Action, 2008년) - 고은아 역
- 《너는 내 운명》 (KBS1, 2008년)
- 《뉴하트》(MBC, 2007년) - 간호사 역
- 《내 곁에 있어》(MBC, 2007년) - 나라 역
- 《마지막 춤은 나와 함께》 (SBS, 2004년)
- 《미라클》 (MBC, 2004년)
- 《논스톱 4》 (MBC, 2003년)

### 영화
- 《맞짱》(2018년) - 이 비서 역
- 《샬레》(2016년) - 은숙 역
- 《우주의 크리스마스》(2016년) - 소정 역
- 《나의 귀여운 베티》(2007년) - Betty / Mama(목소리) 역
- 《김진배씨 이사하는 날》 (2005년)
- 《오로라 공주》(2005년) - 백화점 주차안내원 역
- 《여섯 개의 시선》(2003년) - 설희 역
- 《그녀의 무게》 (2002년)

### 연극
- 《물고기들》 - 에미 역
- 《유리》 - 유리엄마 역
- 《오백에 삼십》 - 미쓰조 역
- 《극적인 하룻밤》 - 정시후 역
- 《미라클》 - 하늬 역
- 《찬란하지 않아도 괜찮아》 - 혁진 역
- 《인계점》 - 김세연 역
- 《이 여름이 지나면》 - 박정은 역

### 뮤직비디오
- 리치 - 사랑은 없다

### 광고
- 라이나생명
- 신도리코
- 신한카드
- SKT 010
- 도미노 피자
- 코카콜라
- 킨더초콜릿